# Talmont-Saint-Hilaire
Talmont-Saint-Hilaire is een gemeente in het Franse departement Vendée (regio Pays de la Loire) en telt 5363 inwoners (1999). De plaats maakt deel uit van het arrondissement Les Sables-d'Olonne.

## Geografie
De oppervlakte van Talmont-Saint-Hilaire bedraagt 90,0 km², de bevolkingsdichtheid is 59,6 inwoners per km².
De onderstaande kaart toont de ligging van Talmont-Saint-Hilaire met de belangrijkste infrastructuur en aangrenzende gemeenten.

## Demografie
Onderstaande figuur toont het verloop van het inwonertal (bron: INSEE-tellingen).

1. ↑  Populations de référence 2022.